# Миклашівська сільська рада (Білогірський район)
49°57′8″ пн. ш. 26°21′41″ сх. д. / 49.95222° пн. ш. 26.36139° сх. д.

Миклашівська сільська́ ра́да — колишній орган місцевого самоврядування, територія якого відносилась до складу ліквідованого Білогірського району Хмельницької області, Україна. Центром сільради є село Миклаші. Рада утворена у 1921 році. У 2018 році приєднана до складу Ямпільської селищної громади.

## Основні дані
Сільська рада розташована у південній частині Білогірського району, на південь — південний захід від районного центру Білогір'я, на берегах річки Полкви.
Населення сільської ради становить — 532 особи (2001). Загальна площа населеного пункту — 2,84 км², сільської ради, в цілому — 19,0 км². Середня щільність населення — 28,0 осіб/км².

### Населення
Зміна чисельності населення за даними переписів і щорічних оцінок:
| Роки      | 1986  | 2001 | 2010 | 2011 |
| --------- | ----- | ---- | ---- | ---- |
| Населення | 1 400 | ▼532 | ▼442 | ▼433 |

## Адміністративний поділ
Миклашівській сільській раді підпорядковується 1 населений пункт, село:
- Миклаші

## Господарська діяльність
Основним видом господарської діяльності населених пунктів сільської ради є сільськогосподарське виробництво. Воно складається із ТОВ ІВК «Рідний край», ТОВ НВА «Перлина Поділля», фермерських (одноосібних) та індивідуальних присадибних селянських господарств. Основним видом сільськогосподарської діяльності є вирощування зернових (пшениця, ячмінь, жито, кукурудза) та технічних культур; допоміжним — вирощування овочевих культур та виробництво м'ясо-молочної продукції.
На території сільради працює два магазини, загально-освітня школа: I–II ст., дитячий садок, сільський клуб, фельдшерсько-акушерський пункт (ФАП), газопровід (8,9 км). Сільрада відноситься до Сушовецького поштового відділення (село Сушівці).
На території сільради діє «Церква Святого Всиля» Української православної церкви.

## Автошляхи та залізниці
Протяжність комунальних автомобільних шляхів становить 7,8 км, з них:
- із твердим покриттям — 3,0 км;
- із асфальтним покриттям — 3,0 км;
- із ґрунтовим покриттям — 1,8 км.

Протяжність доріг загального користування 6,0 км:
- із твердим покриттям — 3,0 км;
- із асфальтним покриттям — 3,0 км;

Найближча залізнична станція: Суховоля (смт Білогір'я), розташована на залізничній лінії Шепетівка-Подільська — Тернопіль.

## Річки
Територією сільської ради, із південного сходу на північний захід, протікає річка Полква (43 км), ліва притока річки Горині.